# Saint-Nicolas (Italia)
Saint-Nicolas (pron. fr. AFI: [sɛ̃nikɔla] ) è un comune italiano sparso di 328 abitanti della Valle d'Aosta.

## Citazioni
(Léon-Clément Gérard, La Vallée d'Aoste sur la scène - 1862)

## Geografia fisica

### Territorio

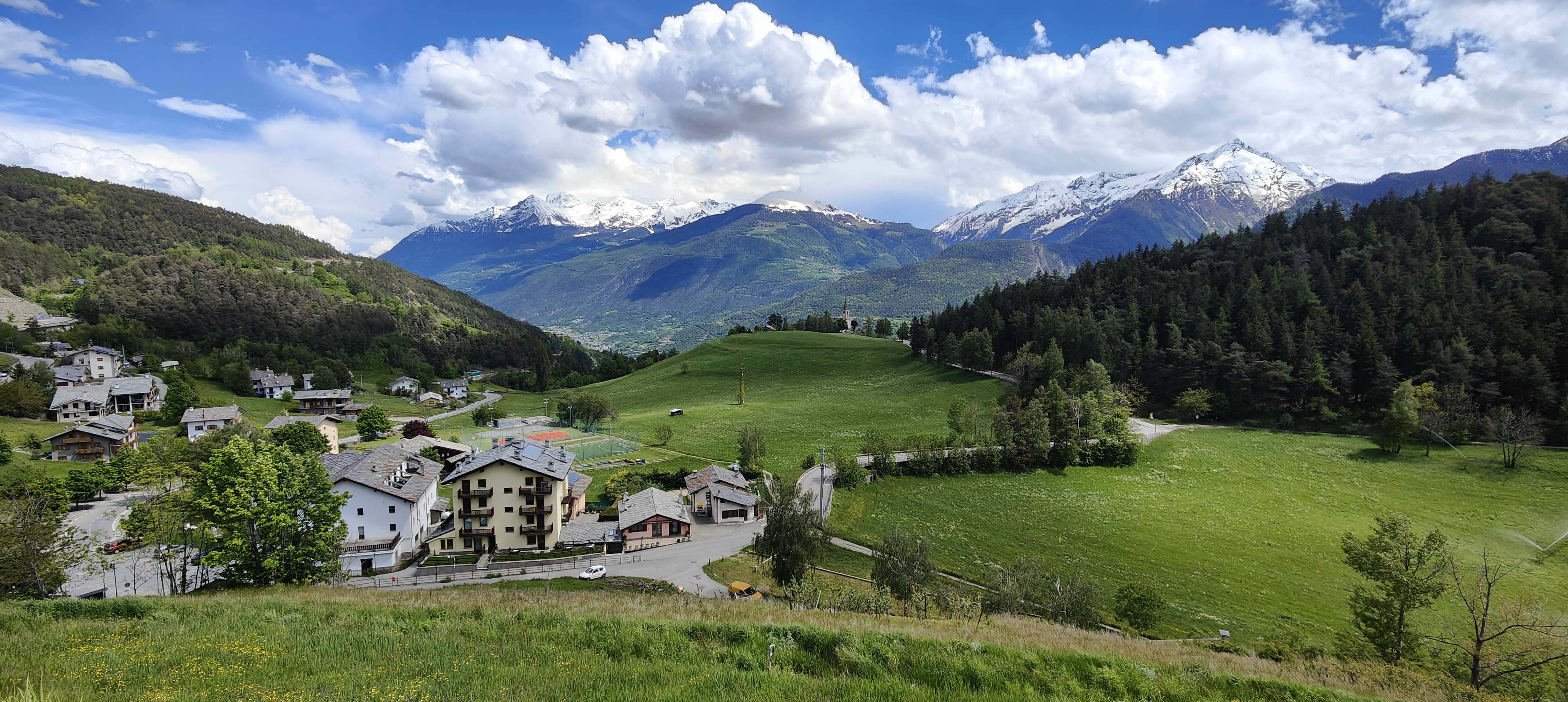
Panoramica, sullo sfondo la chiesa e la Grivola

A fianco al paese scorre il torrente Gaboé, che dà vita al particolare fenomeno geologico dei calanchi, qui detti "piramidi di terra".
Sono numerosi i percorsi attrezzati per mountain bike e le passeggiate che partono dal paese, come quelle nel "Bois de la Tour", il bosco corredato dal percorso didattico-naturalistico del promontorio sopra il paese.
- Classificazione sismica: zona 4 (sismicità molto bassa)[5]

## Origini del nome
In passato la zona dell'attuale comune di Saint-Nicolas era denominata Cyvoix (in francese, ca. da questa parte della voce - pron. AFI: [sivwa]), opposto a Voix (= voce - [vwa]), che indicava l'attuale comune di Rhêmes-Saint-Georges, per l'eco prodotta dalle pareti della val di Rhêmes. La parola greca Rhêma, che denomina la valle, ha lo stesso significato.

## Storia
Nel 1869, nei pressi della chiesa è stata scoperta una necropoli neolitica. Il Museo dell'Accademia di Sant'Anselmo conserva due braccialetti rinvenuti nelle tombe a cista.
Amedeo IV di Savoia nel 1244 concesse a Guillaume de Sarriod di costruire una casaforte nella frazione di Sarriod, da cui deriva il nome della nobile famiglia.
In epoca fascista, il comune fu accorpato a quello di Villanova Baltea.

### Simboli
Lo stemma comunale e il gonfalone sono stati concessi con decreto del presidente della Repubblica del 25 marzo 1993.
(D.P.R. 25 marzo 1993)
Lo stemma municipale si ispira a quello dei nobili Sarriod, originari del paese, di cui si hanno notizie già dal XII secolo (d'argento, alla banda d'azzurro caricata di tre leoncelli illeoparditi d'oro, linguati di rosso).
Il gonfalone è un drappo di azzurro.

## Monumenti e luoghi d'interesse
- chiesa parrocchiale di Saint Nicolas in località La Cure: dell'antico edificio risalente al XII secolo rimane solo la cripta sottostante il presbiterio dell'attuale chiesa che fu rimaneggiata nel XVII secolo

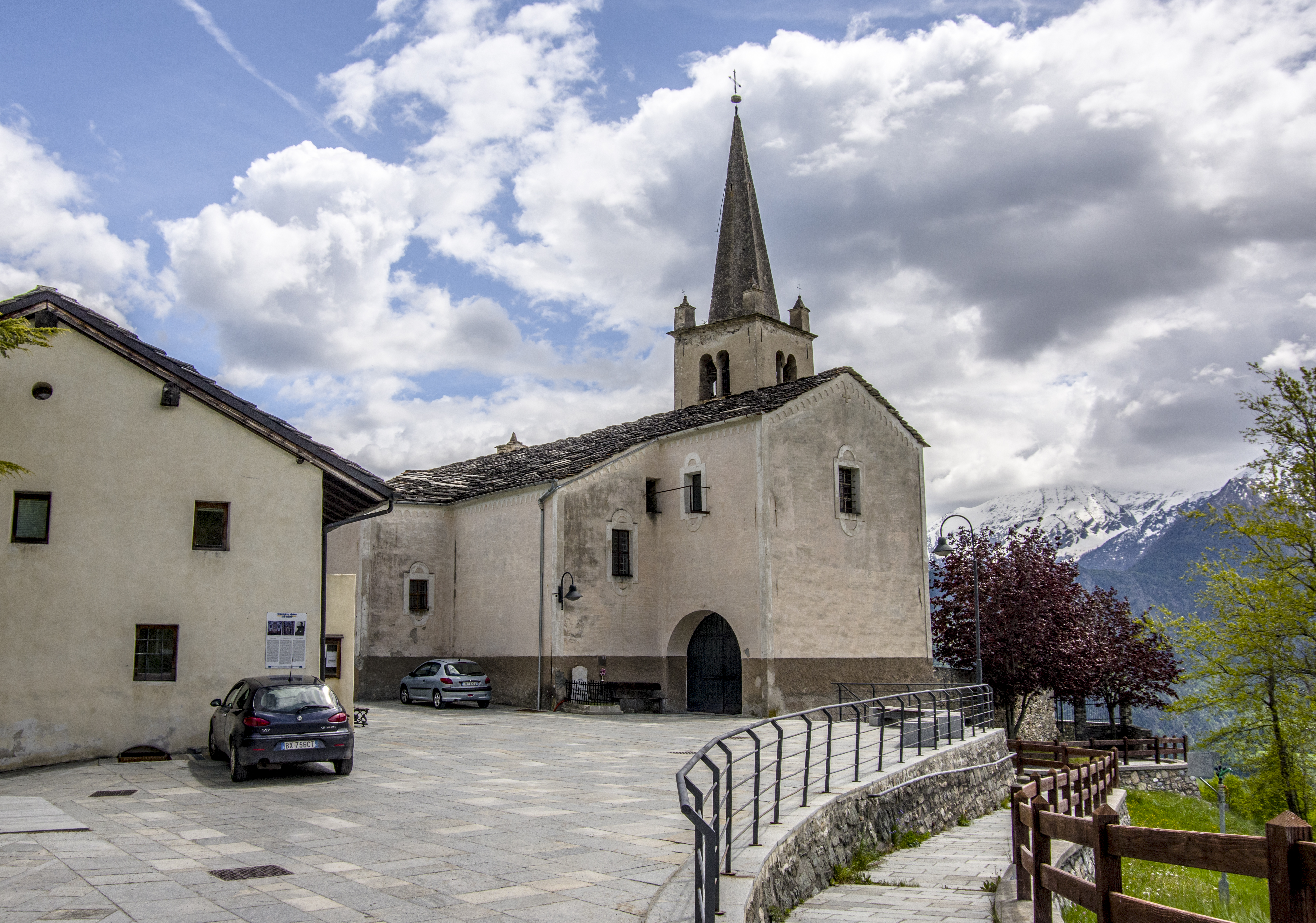
La Chiesa parrocchiale di San Nicola (località La Cure). Il campanile è del XV secolo, la cuspide risale al XVII secolo

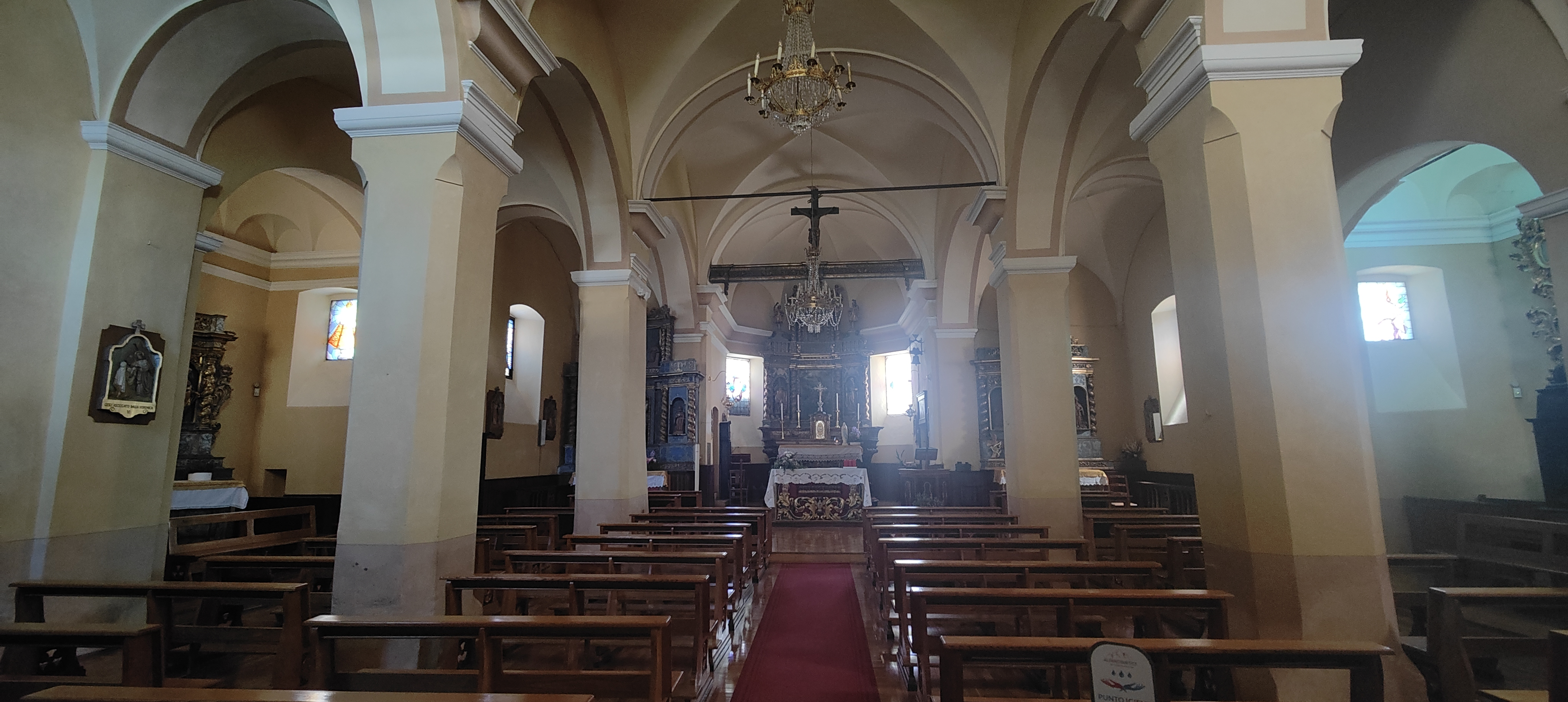
L'interno della chiesa, oltre all'altare maggiore presenta quattro altari laterali

- il bosco - parco didattico "Bois de la Tour"
- il monumento a Jean-Baptiste Cerlogne, nel bois de la Tour
- Nel villaggio di Grand-Sarriod sorgeva in epoca medievale la casaforte dei Sarriod. Nel 1244, Amedeo IV di Savoia concede a Guillaume de Sarriod la costruzione dell'edificio in posizione dominante nel villaggio che prende il nome dalla famiglia.[9]

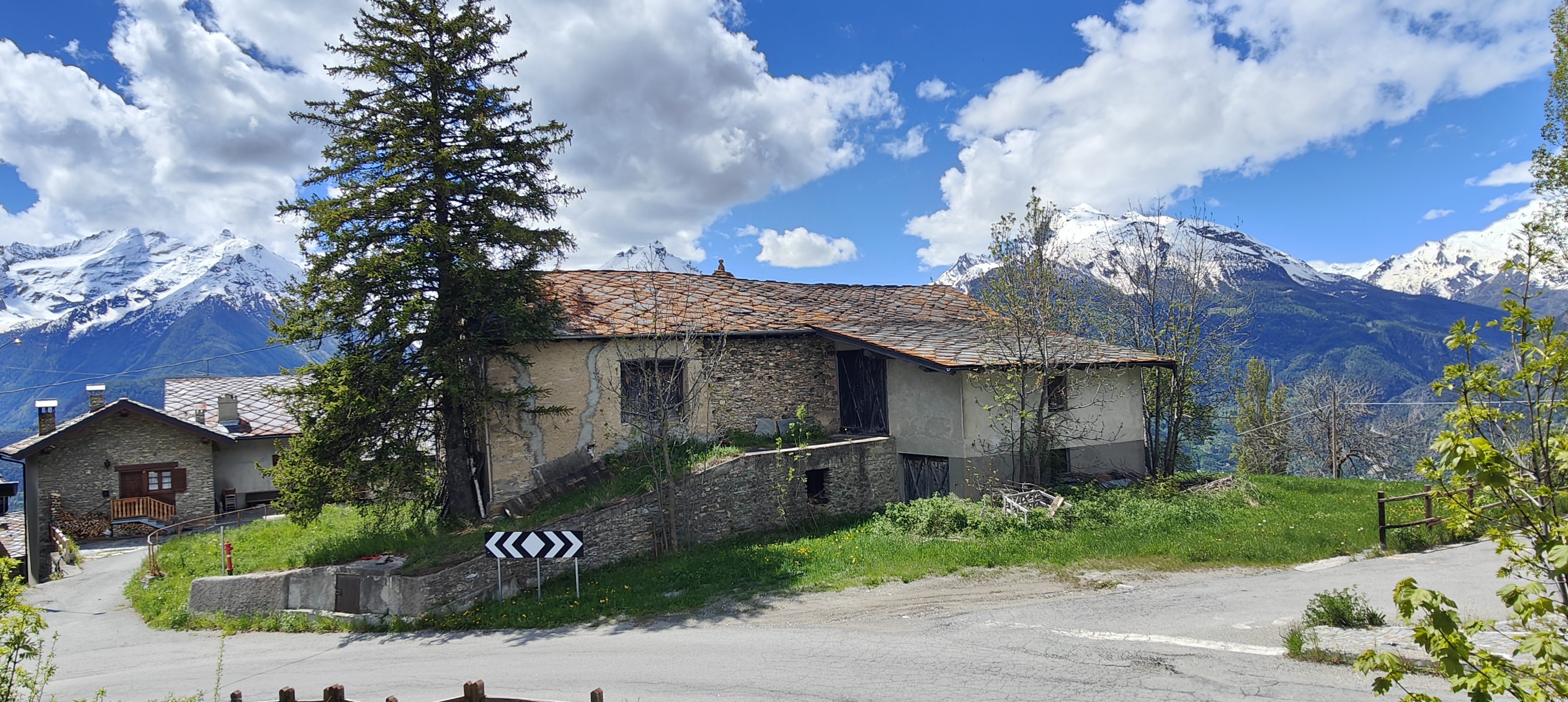
Il luogo nella frazione Grand Sarriod dove sorgeva la casaforte di Guillaume de Sarriod

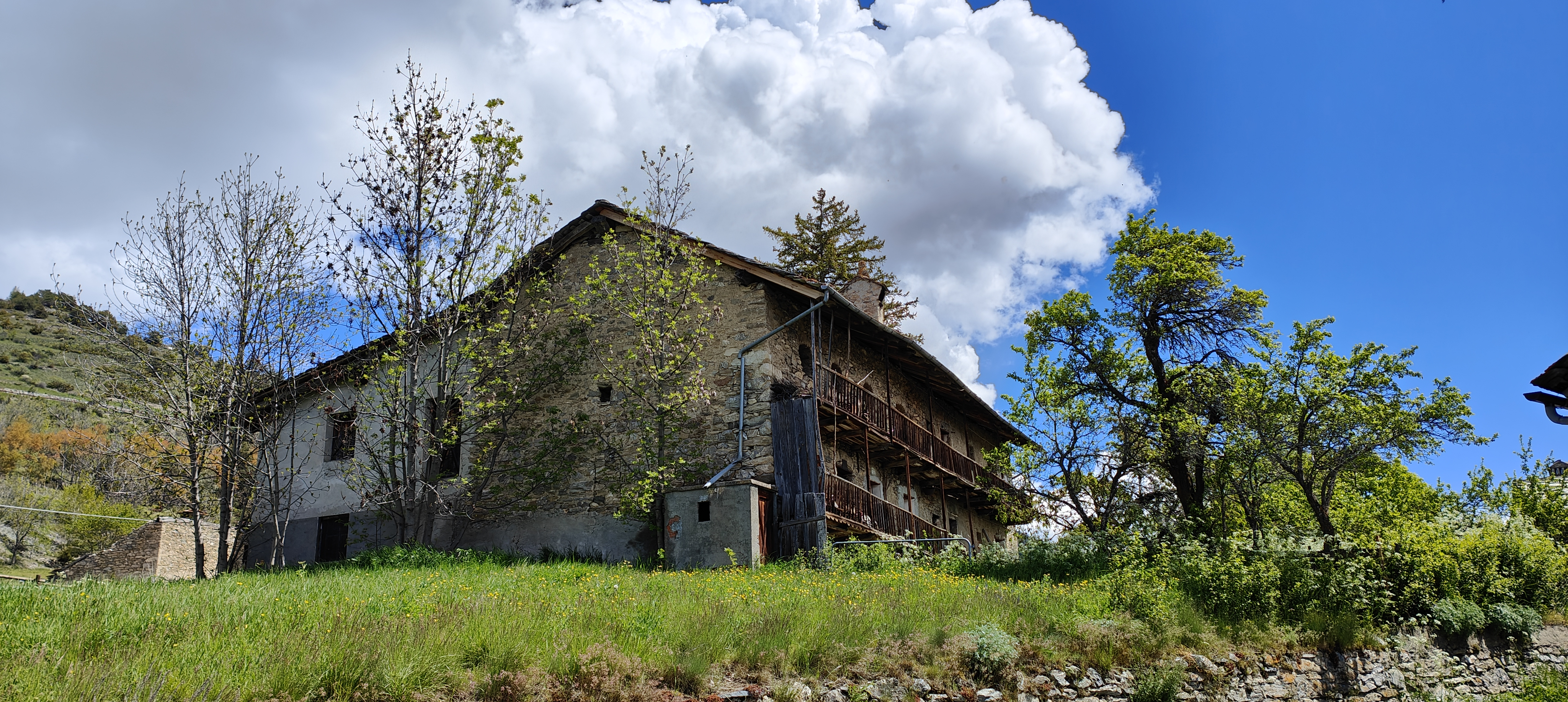
Vista di lato, dal basso della struttura dove sorgeva la casaforte Sarriod

- La Chiesa parrocchiale di San Nicola, in località La Cure

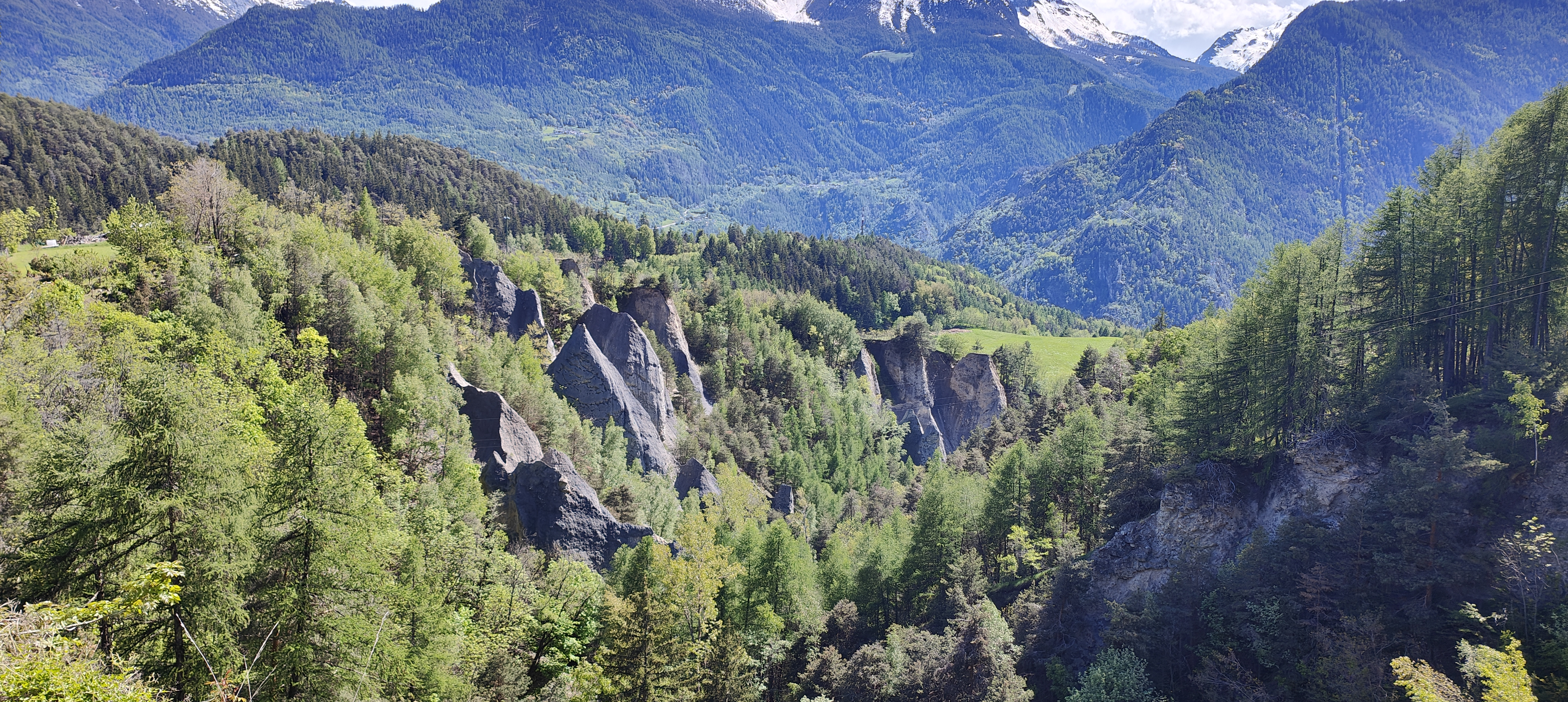
I calanchi.

- i calanchi detti piramidi di terra[10]. Si tratta di depositi di origine glaciale erosi dal torrente Gaboué che hanno dato vita ai calanchi, delle ripide vallecole a varianti scoscese prive di vegetazione perché erose dall'acqua caratterizzata da scarsa coesione. Sono alte fino a 40 metri. Esistono anche altri calanchi, seppure minori per dimensioni, a Vétan (Alpe Leytanaz) e a Vens (Alpe Létonettaz). Negli anni attorno il 1950, furono eseguiti dei lavori di consolidamento a protezione delle frazioni di Fossaz-Dessus e Fossaz-Dessous.

## Cultura

### Biblioteche
In frazione Fossaz-Dessous ha sede la biblioteca comunale.

### Musei
A Saint-Nicolas si trovano tre musei:
- Museo Jean-Baptiste Cerlogne (Musée Cerlogne), in località La Cure
- Centre d'études francoprovençales René Willien", in località Fossaz-Dessus
- Museo Gerbore e mostra "L'epoca dei Pionieri", in località Lyveroulaz

#### Il Centre d'études francoprovençales (CEFP)
Nel villaggio di Fossaz-dessus si trova la sede di uno dei più importanti centri di studio della lingua francoprovenzale, che mira a diffondere e promuovere lo studio della lingua nonché studi etnografici relativi all'area arpitana.

#### IlMusée Joseph Gerbore

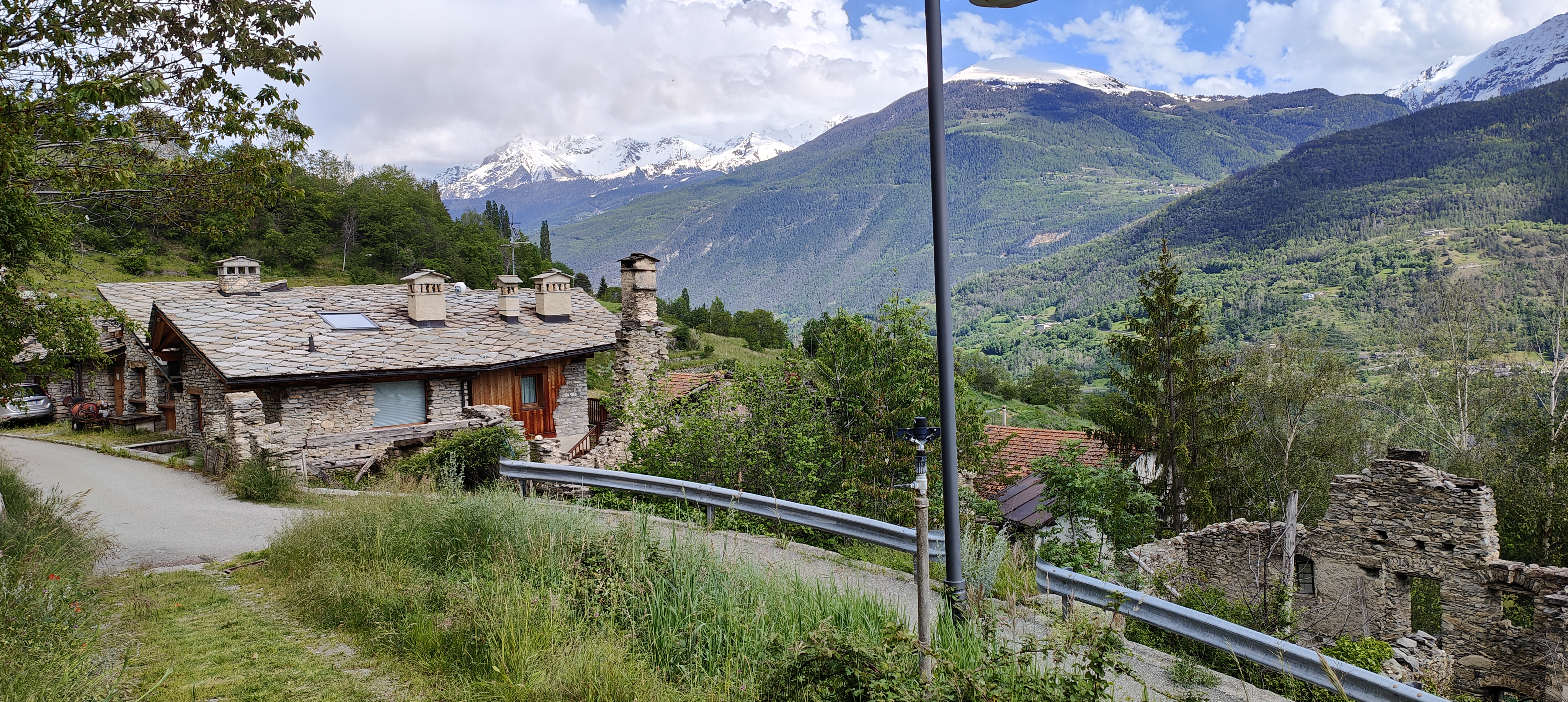
Il museo Gerbore, a sinistra

Il museo Gerbore (Musée Joseph Gerbore), situato in frazione Lyveroulaz (965 mt.), ha come scopo di presentare l'impatto della meccanizzazione dell'agricoltura sulla vita dei Valdostani, attraverso l'esperienza di Giuseppe Gerbore (1900-1982) (Joseph Gerbore). Questo progetto museale, finanziato dal comune di Saint-Nicolas, dalla regione Valle d'Aosta e dall'Unione europea, ha permesso l'allestimento della mostra Le temps des pionniers, nella Maison de la Tôr, al centro del villaggio di Lyveroulaz.

## Società

### Evoluzione demografica
Abitanti censiti

## Economia
L'economia di Saint-Nicolas si basa sostanzialmente su agricoltura, artigianato e turismo. Importante e tipica è la lavorazione del legno finalizzata alla realizzazione di vari oggetti, quali statuine e sabot..
Per quanto concerne il turismo, Saint-Nicolas è un centro di villeggiatura sia estiva sia invernale. Di rilievo è la pista di sci di fondo di Fossaz, il cui tracciato di ammirare alcune delle vette più significative della Valle d'Aosta dalla Becca di Nona alla Punta della Pierre, passando per il Mont Emilius ; verso sud il panorama è invece dominato dalla presenza della Grivola e, verso sud-ovest, dal Monte Paramont, oltre il quale fanno capolino le cime del gruppo del Rutor.

## Amministrazione
Di seguito è presentata una tabella relativa alle amministrazioni che si sono succedute in questo comune.
| Periodo           | Periodo           | Primo cittadino    | Partito                   | Carica  | Note   |
| ----------------- | ----------------- | ------------------ | ------------------------- | ------- | ------ |
| 26 giugno 1985    | 24 maggio 1990    | Giovanni Gerbore   | -                         | Sindaco | [ 13 ] |
| 24 maggio 1990    | 29 maggio 1995    | Giovanni Gerbore   | -                         | Sindaco | [ 13 ] |
| 29 maggio 1995    | 8 maggio 2000     | Bruno Domaine      | -                         | Sindaco | [ 13 ] |
| 8 maggio 2000     | 9 maggio 2005     | Bruno Domaine      | lista civica              | Sindaco | [ 13 ] |
| 9 maggio 2005     | 24 maggio 2010    | Bruno Domaine      | lista civica              | Sindaco | [ 13 ] |
| 24 maggio 2010    | 11 giugno 2010    | Louis-Albert Henry | lista civica              | Sindaco | [ 13 ] |
| 11 giugno 2010    | 26 maggio 2015    | Davide Sapinet     |                           | Sindaco | [ 13 ] |
| 26 maggio 2015    | 22 settembre 2020 | Davide Sapinet     | Lista civica Pour le pays | Sindaco | [ 13 ] |
| 23 settembre 2020 | in carica         | Marlène Domaine    |                           | Sindaco | [ 13 ] |

### Altre informazioni amministrative
Il comune fa parte dell'Unité des Communes valdôtaines Grand-Paradis.